# Vernet-les-Bains
Vernet-les-Bains är en kommun i departementet Pyrénées-Orientales i regionen Occitanien i södra Frankrike. Kommunen ligger i kantonen Prades som tillhör arrondissementet Prades. År 2022 hade Vernet-les-Bains 1 441 invånare.

## Befolkningsutveckling
Antalet invånare i kommunen Vernet-les-Bains
| Referens: INSEE |